# 波爾蒂芒車站
波爾蒂芒車站（葡萄牙語：Estação Ferroviária de Portimão）是葡萄牙法魯區波爾蒂芒的主要火車站，由葡萄牙鐵路營運，啟用於1922年7月30日。